# Paranmanjang
Night Fishing (títol original coreà: 파란만장; Paranmanjang, lit. "Alts i baixos." o "Un passat de quadres") és un fantasia-de terror curtmetratge de Corea del Sud de 2011 dirigit, produït i escrit per PARKing CHANce, marca dels germans, Park Chan-wook i Park Chan-kyong. S'interpreta el paper principal per l'estrella del K-pop Lee Jung-hyun.
Va ser rodat completament amb iPhone 4, i va comptar amb el suport econòmic de KT, el distribuïdor exclusiu de l'iPhone de Corea del Sud en aquell moment. KT va subministrar al duet 150 milions de won coreans (133.447 dòlars EUA). Es va projectar a més de 100 periodistes l'11 de gener de 2011 i es va obrir al públic el 27 de gener.
La pel·lícula va guanyar l'Ós d'Or al millor curtmetratge al 61è Festival Internacional de Cinema de Berlín.

## Argument
Un home es prepara casualment per a una excursió de pesca a la vora de l'aigua. Arriba el vespre i un estiró a la seva línia li presenta el cos d'una dona. Mentre ell intenta dir-se a si mateix des de les línies de pesca, ella cobra vida. L'escenari canvia i la dona és ara una sacerdotessa xamana en un ritual funerari per al mateix home que es va ofegar en un riu. Parla a través d'ella amb els seus familiars, demanant perdó.

## Repartiment
- Lee Jung-hyun com a xamana
- Oh Kwang-rok com a Oh Kee-seok, un pescador
- Lee Yong-nyeo com a mare de Kee-seok

## Producció
La pel·lícula es va capturar íntegrament amb l'iPhone 4, amb les lents addicionals addicionals i, en cas contrari, equips habituals de realització de pel·lícules.

## Premis
Va rebre el Premi Noves Visions al XLIV Festival Internacional de Cinema Fantàstic de Catalunya.